# 西蒲田
西蒲田（にしかまた）は、東京都大田区の町名。現行行政地名は西蒲田一丁目から西蒲田八丁目。住居表示実施済区域。

## 地理
東京都大田区の中南部に位置する。町域北部は呑川に接し、これを境に中央に接する。東部はJR京浜東北線の線路に接し、これを境に大森西・蒲田に接する。南部は環八通りに接し、新蒲田に接する。西部は東急池上線の線路に接し、東矢口・池上にそれぞれ接する。北西部も池上に接する。
町域内を多摩堤通りが通っている。南部は蒲田駅の西口に当たり、七丁目および八丁目に各種商業施設の集中が見られる。サンライズ蒲田や、サンロードもある。駅から離れると主に住宅地として利用されている。

### 防災
東京都都市整備局が2022年に公表した「地震に関する地域危険度測定調査（第９回）」では、西蒲田一丁目・三丁目および四丁目は、地震に対する総合危険度が、五段階評価のうち相対的に都内で最も危険とされる「レベル5」となった。

### 地価
住宅地の地価は、2025年（令和7年）1月1日の公示地価によれば、西蒲田4-31-12の地点で55万9000円/m2、西蒲田8-16-2の地点で62万9000円/m2となっている。

## 歴史
- 1969年（昭和44年）11月16日 - 佐藤栄作首相の訪米に反対する学生デモが蒲田駅周辺で暴動状態になり、西蒲田へも波及。五丁目の民家1軒に火炎瓶が投げ込まれた[6]。
- 2019年（令和元年）10月1日 - 東京都は西蒲田五丁目および七丁目を暴力団排除条例に基づき暴力団排除特別強化地域に指定[7]。地域内では暴力団員との間でみかじめ料のやりとりや便宜供与などが禁止され、違反者は支払った側であっても懲役1年以下または罰金50万円以下の罰則が科される[8]。

## 世帯数と人口
2024年（令和6年）4月1日現在（東京都発表）の世帯数と人口は以下の通りである。
| 丁目         | 世帯数     | 人口     |
| ------------ | ---------- | -------- |
| 西蒲田一丁目 | 2,175世帯  | 4,029人  |
| 西蒲田二丁目 | 953世帯    | 1,719人  |
| 西蒲田三丁目 | 1,717世帯  | 2,883人  |
| 西蒲田四丁目 | 2,600世帯  | 4,317人  |
| 西蒲田五丁目 | 2,003世帯  | 2,988人  |
| 西蒲田六丁目 | 2,740世帯  | 4,198人  |
| 西蒲田七丁目 | 3,938世帯  | 5,548人  |
| 西蒲田八丁目 | 1,598世帯  | 2,192人  |
| 計           | 17,724世帯 | 27,874人 |

### 人口の変遷
国勢調査による人口の推移。
| 年                 | 人口   |
| ------------------ | ------ |
| 1995年（平成7年）  | 24,783 |
| 2000年（平成12年） | 25,879 |
| 2005年（平成17年） | 25,158 |
| 2010年（平成22年） | 26,146 |
| 2015年（平成27年） | 27,792 |
| 2020年（令和2年）  | 28,522 |

### 世帯数の変遷
国勢調査による世帯数の推移。
| 年                 | 世帯数 |
| ------------------ | ------ |
| 1995年（平成7年）  | 12,040 |
| 2000年（平成12年） | 13,400 |
| 2005年（平成17年） | 13,526 |
| 2010年（平成22年） | 14,964 |
| 2015年（平成27年） | 16,561 |
| 2020年（令和2年）  | 17,458 |

## 学区
区立小・中学校に通う場合、学区は以下の通りとなる（2023年3月時点）。
| 丁目         | 番地                      | 小学校                 | 中学校             |
| ------------ | ------------------------- | ---------------------- | ------------------ |
| 西蒲田一丁目 | 全域                      | 大田区立おなづか小学校 | 大田区立蓮沼中学校 |
| 西蒲田二丁目 | 全域                      | 大田区立おなづか小学校 | 大田区立蓮沼中学校 |
| 西蒲田三丁目 | 全域                      | 大田区立おなづか小学校 | 大田区立蓮沼中学校 |
| 西蒲田四丁目 | 全域                      | 大田区立おなづか小学校 | 大田区立蓮沼中学校 |
| 西蒲田五丁目 | 全域                      | 大田区立相生小学校     | 大田区立御園中学校 |
| 西蒲田六丁目 | 全域                      | 大田区立相生小学校     | 大田区立御園中学校 |
| 西蒲田七丁目 | 1〜37番 39〜53番 59〜70番 | 大田区立相生小学校     | 大田区立御園中学校 |
| 西蒲田七丁目 | 38番 54〜58番             | 大田区立矢口東小学校   | 大田区立御園中学校 |
| 西蒲田八丁目 | 全域                      | 大田区立道塚小学校     | 大田区立御園中学校 |

## 事業所
2021年（令和3年）現在の経済センサス調査による事業所数と従業員数は以下の通りである。
| 丁目         | 事業所数    | 従業員数 |
| ------------ | ----------- | -------- |
| 西蒲田一丁目 | 78事業所    | 598人    |
| 西蒲田二丁目 | 36事業所    | 341人    |
| 西蒲田三丁目 | 57事業所    | 318人    |
| 西蒲田四丁目 | 95事業所    | 666人    |
| 西蒲田五丁目 | 185事業所   | 2,316人  |
| 西蒲田六丁目 | 182事業所   | 979人    |
| 西蒲田七丁目 | 1,119事業所 | 12,427人 |
| 西蒲田八丁目 | 193事業所   | 3,434人  |
| 計           | 1,945事業所 | 21,079人 |

### 事業者数の変遷
経済センサスによる事業所数の推移。
| 年                 | 事業者数 |
| ------------------ | -------- |
| 2016年（平成28年） | 2,068    |
| 2021年（令和3年）  | 1,945    |

### 従業員数の変遷
経済センサスによる従業員数の推移。
| 年                 | 従業員数 |
| ------------------ | -------- |
| 2016年（平成28年） | 18,595   |
| 2021年（令和3年）  | 21,079   |

## 交通
町域南東部に蒲田駅がある（東急の駅は西蒲田に、JRの駅は蒲田に所在）。ほかに北部では東矢口に所在する東急池上線蓮沼駅や池上に所在する池上駅が利用される。この他に、大森駅からのバス路線の利用もある。

## 施設

### 交通
- JR・東急蒲田駅

### 公共
- 大田都税事務所
- 大田区蒲田西特別出張所
- 大田区社会福祉センター
- かまた生活支援センター（地域活動支援センターI型）
- ふれあいはすぬま（コミュニティセンター）

### 教育
- 東京工科大学蒲田キャンパス
- 日本工学院専門学校
- 東京都立大森高等学校
- 東京実業高等学校
- 大田区立蓮沼中学校
- 大田区立御園中学校
- 大田区立おなづか小学校
- 大田区立相生小学校

### 医療・福祉
- 牧田総合病院
- 牧田リハビリテーション病院
- こども発達支援教室「ココ塾」蒲田校（児童発達支援・放課後等デイサービス）
- ウィズ・ユー池上（児童発達支援・放課後等デイサービス）
- テラス児童デイサービス西蒲田（放課後等デイサービス）
- Kid's Tech 蒲田（放課後等デイサービス）

### 公園
- 西蒲田公園

### 寺社・教会
- 熊野神社
- 女塚神社
- 真言宗智山派蓮花寺
- 御園神社
- 日本キリスト教会蒲田御園教会
- シオン・キリスト教団蒲田教会

### 金融
- 城南信用金庫蓮沼店

### 商業施設
- グランデュオ蒲田西館
- 東急プラザ蒲田店
- サンライズ蒲田
- サンロード蒲田
- ユザワヤ蒲田店
- 亀屋百貨店
- 洋服のサカゼン蒲田店

## その他

### 日本郵便
- 郵便番号 : 144-0051[2]（集配局 : 蒲田郵便局[19]）。